# Jojó probléma
A számítógép-programozásban a jojó probléma egy antiminta. Jellemzője a hosszú és elágazó öröklési lánc, a programozónak sok objektumot kell áttekintenie ahhoz, hogy nyomon követhesse a program működését. Az objektumorientált programozás gyakori hibája. Az elnevezés a programozó figyelmének mozgását a jojó játék fel-le mozgásával hasonlítja össze. Taenzer, Ganti és Podar nevezte el így: gyakran úgy érzünk, hogy jojót játszunk, amikor megpróbáljuk megérteni egyet ezek közül az üzenetfák közül.
A legtöbb útmutató azt ajánlja, hogy ha lehet, akkor objektum kompozíciót használjunk öröklés helyett; habár még ekkor is több osztály definícióját kell észben tartani.
Az elnevezést időnként általánosabban is használják arra, amikor valakinek sok helyre kell figyelni, amikor különböző információforrások között kell pattognia, hogy megértsen egy gondolatot.
Az objektumorientált tervezésben a dokumentáció segíthet azzal, hogy leírja az egyes rétegek szerepét, azzal, hogy egy helyen lehet megnézni mindent.

## Fordítás
Ez a szócikk részben vagy egészben  a   Yo-yo problem című angol Wikipédia-szócikk fordításán alapul.  Az eredeti cikk szerkesztőit annak laptörténete sorolja fel. Ez a jelzés csupán a megfogalmazás eredetét és a szerzői jogokat jelzi, nem szolgál a cikkben szereplő információk forrásmegjelöléseként.